# Maten
Maten (jap. 魔天) - pierwszy album autorstwa Yoshitaka Amano, wydany w 1984 r. przez wydawnictwo Asahi Sonorama. Zawiera zarówno kolorowe, jak i czarno-białe prace wykonane farbami akrylowymi, akwarelą oraz piórem. W albumie znajduje się również rozdział powieści Chimera Baku Yumemakury.